# Liste der Baudenkmale in Zurow
In der Liste der Baudenkmale in Zurow sind alle denkmalgeschützten Bauten der mecklenburgischen Gemeinde Zurow und ihrer Ortsteile aufgelistet. Grundlage ist die Veröffentlichung der Denkmalliste des Kreises Nordwestmecklenburg mit dem Stand vom 16. September 2020.

## Baudenkmale nach Ortsteilen

### Zurow
| ID            | Lage                 | Bezeichnung         | Beschreibung | Bild           |
| ------------- | -------------------- | ------------------- | --- | -------------- |
| 1510          |                      | Friedhof            | Grab- und Gedenkstein für den polnischen Zwangsarbeiter Antonin Panczyk (19. Februar 1943 ermordet) |                |
| 1511 Wikidata |                      | Kirche mit Friedhof | Gotische, einschiffige, 3-jochige Backsteinkirche vom Ende des 14. Jahrhunderts mit kuppeligen Kreuzrippengewölbe, Chor mit 5/8-Schluss, quadr. Westturm vom 15. Jh. mit Satteldach, vermutlich mit älterem Untergeschoss, nördl. Sakristei – Anbau mit Kreuzrippengewölbe, rund 900-jährigen Kirchlinde, Wandmalerei im Chor, spätgotischer Schnitzaltar, Kanzel und Teile der Emporenbrüstung vom 17. Jh., bedeutsame Glocke von 1462 mit Glocken-Ritzzeichnungen. | Weitere Bilder |
| 1513          |                      | Kriegsdenkmal       | |                |
| 1620          |                      | Wegweiser           | |                |
| 1512          | Fahrener Weg 4,5,6,7 | Katen               | |                |

### Fahren
| ID  | Lage                    | Bezeichnung                                 | Beschreibung | Bild |
| --- | ----------------------- | ------------------------------------------- | ------------ | ---- |
| 305 | Dorfstraße 27, 27a, 27b | Speicher u. Stall der ehemaligen Gutsanlage |              |      |

### Kahlenberg
| ID  | Lage          | Bezeichnung | Beschreibung                                                        | Bild |
| --- | ------------- | ----------- | ------------------------------------------------------------------- | ---- |
| 731 | Dorfstraße 18 | Gutshaus    | 1.gesch., 12-achs. sanierter Putzbau mit außermittigem Zwerchgiebel |      |

### Klein Warin
| ID  | Lage | Bezeichnung | Beschreibung | Bild |
| --- | ---- | ----------- | ------------ | ---- |
| 778 |      | Wegweiser   |              |      |

### Krassow
| ID  | Lage              | Bezeichnung         | Beschreibung | Bild |
| --- | ----------------- | ------------------- | --- | ---- |
| 847 | Kastanienallee 56 | Gutsanlage mit Park | Gut mit Herrenhaus, Park, Stall, Wohnhaus, Tagelöhnerkate und Feldsteinscheune, gepflasterte Zufahrt; Gutsanlage 1303 erwähnt; Herrenhaus 1837 für Familie Pogge, nach 1900 neobarock umgebaut, neunachsiger zweigeschossiger Putzbau mit übergiebeltem Mittelrisalit, Krüppelwalmdach und Dachreiter mit geschwungener Glockenhaube, nach 1945 Kinderheim, nach um 1995 (?) Ferienwohnungen |      |

### Nakensdorf
| ID  | Lage | Bezeichnung                            | Beschreibung | Bild |
| --- | ---- | -------------------------------------- | ------------ | ---- |
| 948 |      | Wegweiser an der Landstraße Neukloster |              |      |

### Reinstorf
| ID   | Lage         | Bezeichnung    | Beschreibung                          | Bild |
| ---- | ------------ | -------------- | ------------------------------------- | ---- |
| 1183 |              | Kriegerdenkmal |                                       |      |
| 1182 | Dorfstraße 9 | Bauernhof      | Wohnhaus, Scheune, Stall, Hühnerstall |      |

## Quelle
- Denkmalliste des Landkreises Nordwestmecklenburg (Stand: 9. November 2023; PDF, 1,2 MByte)